# Record mondial

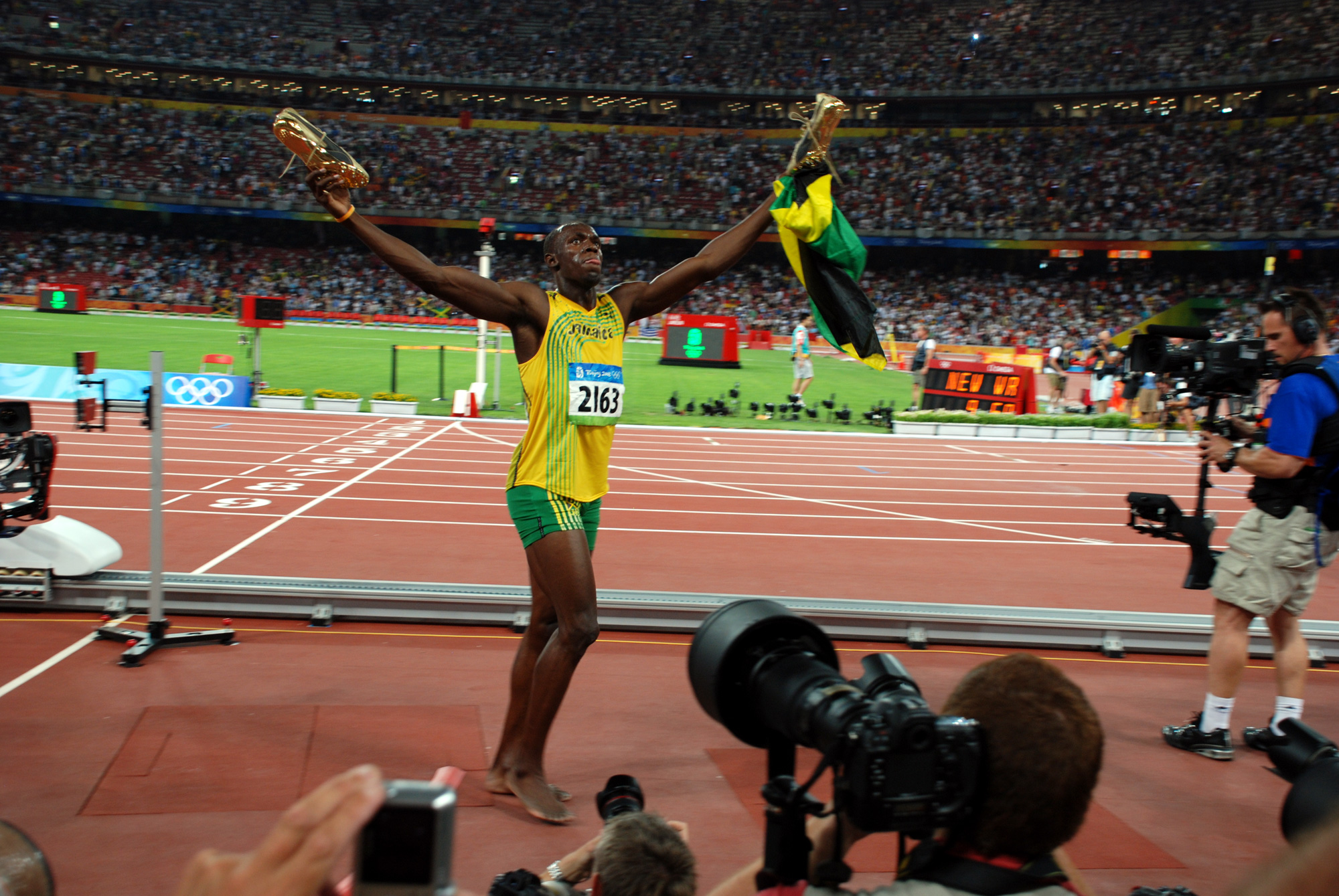
Usain Bolt, deținătorul recordului la alergări 100 m

Record mondial: realizare maximă, performanță supremă obținută pentru prima oară în lume, într-un domeniu de activitate, într-o acțiune. În sport recordul trebuie să fie confirmat de o persoană juridică. Aceste recorduri sunt înregistrate în cartea recordurilor Guinness World Records.